# Reprezentacja Ukrainy na Mistrzostwach Europy w Wioślarstwie 2009
Reprezentacja Ukrainy na Mistrzostwach Europy w Wioślarstwie 2009 liczyła 40 sportowców. Najlepszymi wynikami było 1. miejsce w czwórce podwójnej mężczyzn i czwórce podwójnej kobiet.

## Medale

### Złote medale
czwórka podwójna mężczyzn (M4x): Hennadij Zacharczenko, Wołodymyr Pawłowśkyj, Kostiantyn Zajcew, Serhij Hryń
czwórka podwójna kobiet (W4x): Switłana Spiriuchowa, Tetiana Kolesnikowa, Anastasija Kożenkowa, Jana Dementiewa

### Srebrne medale
ósemka mężczyzn (M8+): Andrij Pryweda, Serhij Bazylew, Anton Cholaznykow, Wałentyn Kleckoj, Andrij Jakymczuk, Dmytro Prokopenko, Andrij Szpak, Serhij Czykanow, Ołeksandr Konowaluk

### Brązowe medale
ósemka kobiet (W8+): Hanna Kucenko, Natalija Huba, Ołena Buriak, Hanna Krawczenko, Switłana Nowyczenko, Olha Hurkowśka, Kateryna Tarasenko, Hanna Hajdukowa, Tetiana Dudyk

## Wyniki

### Konkurencje mężczyzn
- jedynka (M1x): Wiktor Hrebennykow – 12. miejsce
- dwójka bez sternika (M2-): Stanisław Czumrajew, Witalij Curkan – 9. miejsce
- dwójka podwójna (M2x): Artem Morozow, Witalij Krywenko – 4. miejsce
- dwójka podwójna wagi lekkiej (LM2x): Igor Chmara, Walerij Czykyrynda – 10. miejsce
- czwórka bez sternika (M4-): Andrij Kozyr, Andrij Iwanczuk, Iwan Tymko, Artem Moroz – 4. miejsce
- czwórka podwójna (M4x): Hennadij Zacharczenko, Wołodymyr Pawłowśkyj, Kostiantyn Zajcew, Serhij Hryń – 1. miejsce
- ósemka (M8+): Andrij Pryweda, Serhij Bazylew, Anton Cholaznykow, Wałentyn Kleckoj, Andrij Jakymczuk, Dmytro Prokopenko, Andrij Szpak, Serhij Czykanow, Ołeksandr Konowaluk – 2. miejsce

### Konkurencje kobiet
- jedynka (W1x): Natalija Lalczuk – 6. miejsce
- dwójka bez sternika (W2-): Tetiana Stekolszczykowa, Wiktorija Wychrist – 4. miejsce
- czwórka podwójna (W4x): Switłana Spiriuchowa, Tetiana Kolesnikowa, Anastasija Kożenkowa, Jana Dementiewa – 1. miejsce
- ósemka (W8+): Hanna Kucenko, Natalija Huba, Ołena Buriak, Hanna Krawczenko, Switłana Nowyczenko, Olha Hurkowśka, Kateryna Tarasenko, Hanna Hajdukowa, Tetiana Dudyk – 3. miejsce